# PC Mania
«PC Mania» — болгарське видання про відеоігри, яке спочатку було засноване як комп'ютерний журнал, а на початку 2009 року перетворилося на онлайн-медіа про ігри. Це провідне болгарське онлайн-видання про ігри, Інтернет та технології.

## Історія
Він був заснований у 1998 році та став третім болгарським журналом про комп'ютерні ігри після брошури «Top Games» та журналів «Master Games» і «Gamers' Workshop». Це найстаріше видання про комп'ютерні ігри в країні та, безперечно, найпопулярніше видання про комп'ютерні розваги в Болгарії, яке мало найбільший тираж і найбільшу кількість читачів, коли воно розповсюджувалося в паперовій версії. Статті стосуються таких тем, як апаратне забезпечення персональних комп'ютерів, інтернет-технології, комп'ютерні та консольні ігри, новини тощо.
Журнал «PC Mania» відсвяткував своє 10-річчя у 2008 році, і невдовзі після цього було проведено капітальний ремонт. Навесні 2009 року журнал повністю перейшов в онлайновий формат. Чинна вебсторінка була повністю перероблена і розширена, щоб краще відповідати потребам зростаючої ігрової спільноти в Болгарії. Враховуючи відгуки користувачів, читачі отримали можливість залишати коментарі безпосередньо під новинами та статтями, а також обговорювати різні теми на спеціальному форумі. Станом на травень 2009 року pcmania.bg мав приблизно 45 000 унікальних відвідувачів щотижня, що ставить сайт на перше місце серед найпопулярніших вебмедіа про комп'ютерні ігри в Болгарії та на 10-ту позицію серед вебсайтів «Медіа та інформація» в країні, а також на 19-ту позицію в цілому.

## Уміст
Журнал «PC Mania» включає ігрові статті, такі як прев'ю, інтерв'ю та огляди нових і майбутніх ігор, а також ігрові ґайди, які охоплюють ігри для ПК, PS3, Xbox 360 та мобільних пристроїв. Також в журналі публікуються останні новини з індустрії відеоігор та технологій. Рубрика «Тема тижня» пропонує поглиблений аналіз актуальних питань, пов'язаних з іграми та технологіями. У розділі «Особиста думка» можна знайти редакційні статті команди «PC Mania» на різні теми. Крім того, публікуються апаратні статті, що включають огляди комп'ютерів, ноутбуків тощо.